# Ustrój polityczny Chińskiej Republiki Ludowej
Chińska Republika Ludowa to kraj konstytucyjnie socjalistyczny. Podobnie jak w innych krajach tzw. demokracji ludowej, faktyczną władzę pełni jedna partia – Komunistyczna Partia Chin. Jej ideologia, będąca jednocześnie naczelną ideologią państwową, oparta jest obecnie na pięciu filarach: marksizmie-leninizmie, maoizmie, teorii Deng Xiaopinga, zasadzie trzech reprezentacji Jiang Zemina oraz Koncepcji Naukowego Rozwoju Hu Jintao. Partia tworzy swoje struktury równoległe wobec stanowisk w administracji państwowej, mediach publicznych a także w państwowych przedsiębiorstwach.  Regułą jest, że faktyczna władza spoczywa w ręku jej przedstawicieli. Najwyższym ciałem w partii jest Komitet Centralny KPCh, na czele którego stoi Biuro Polityczne Komitetu Centralnego KPCh, a jego kierownictwem jest z kolei siedmioosobowy Stały Komitet. Jego pracami kieruje obecnie Xi Jinping.
Konstytucja z 1982 roku mówi, że najwyższym organem władzy ustawodawczej i ustrojodawczej jest Ogólnochińskie Zgromadzenie Przedstawicieli Ludowych o 5-letniej kadencji. OZPL jest złożone z deputowanych wybieranych w wyborach pośrednich przez przedstawicieli zgromadzenia ludowego prowincji, regionów autonomicznych, miast wydzielonych oraz przez armię. OZPL kieruje Stały Komitet, który zwołuje sesje OZPL, wydaje dekrety i niektóre ustawy między zgromadzeniami OZPL, ratyfikuje umowy międzynarodowe, dokonuje wykładni prawa oraz zatwierdza premiera i członków rządu. Głową państwa jest przewodniczący wybierany na okres 5 lat przez OZPL. Przewodniczący mianuje premiera na zlecenie OZPL. Władzę wykonawczą sprawuje Rada Państwa mianowana przez premiera. Rada Państwa liczy ponad 12 wicepremierów i 50 ministrów. Władzę sądowniczą sprawują natomiast Najwyższy Sąd Ludowy, sądy ludowe, sądy wojskowe i specjalne. Przewodniczący Najwyższego Sądu Ludowego jest wybierany przez OZPL. Do najwyższych organów państwowych należą również Najwyższa Prokuratura Ludowa i Centralna Komisja Wojskowa, których przewodniczących wybiera OZPL.
Podział administracyjny ChRL jest stopniowy:
- jednostki najwyższego stopnia to prowincje, regiony autonomiczne i miasta wydzielone;
- drugiego stopnia to prefektury i prefektury autonomiczne;
- trzeciego stopnia to powiaty, powiaty autonomiczne, miasta;
- czwartego stopnia to gminy, gminy autonomiczne i dzielnice w miastach.

W tych jednostkach władzę pełnią terenowe zgromadzenia przedstawicieli ludowych, które wybierają terenowe rządy ludowe. Kadencja zgromadzeń ludowych wyższych wynosi 5 lat, a niższych 3 lata. Zgromadzenia ludowe niższego stopnia, z powiatowym włącznie, pochodzą z wyborów bezpośrednich. Natomiast zgromadzenia wyższego stopnia wybierane są przez zgromadzenia niższego stopnia. Zgromadzenia wyższego stopnia, z powiatowym włącznie, wybierają swoje stałe komitety, które między sesjami wykonują ich funkcje.
Bierne i czynne prawo wyborcze przysługuje obywatelom po ukończeniu 18 lat.